# Bogdanovičskij rajon
Il Gorodskoj okrug Bogdanovič (in russo Городско́й о́круг Богдано́вич?) è un distretto urbano dell'oblast' di Sverdlovsk, in Russia. Dal punto di vista della struttura amministrativo-territoriale della regione, il distretto urbano si trova entro i confini del Bogdanovičskij rajon (Богдановичский район). Il centro amministrativo è la città di Bogdanovič.